# عرقوب (روستا)
 عرقوب  به عربی ( العُرقُوب ) نام دهستانی است در ناحیهٔ (الحدا)، در استان مَحویت در کشور یمن در شبه جزیره عربستان است. 

## جمعیت
جمعیت آن (۳۷۵۹ ) نفر (۶۰ خانوار) می‌باشد.

## روستاها
روستاهای توابع این دهستان به شرح زیر است:
- روستای الشاحذی
- روستای شُوتر
- روستای بیت عَمرُ
- روستای القرو
- روستای بیت الربیعی

## منبع
- المقحفی، ابراهیم، احمد ، (مُعجَم المُدُن وَالقَبائِل الیَمَنِیَة) ، منشورات دار الحکمة، صنعاء، چاپ پنجم، وانتشار سال ۱۹۸۵ میلادی به (عربی).